# Mullen Gang
La Mullen Gang è stata una banda criminale americana, di Boston, composta da membri originari dell'Irlanda.

## Contesa contro la Killeen Gang e la Winter Hill Gang
I fratelli Killeen (Donald, Kenneth ed Edward) per molto tempo si contendevano i territori meridionali di Boston, contro la stessa Mullen Gang; qui controllavano ogni attività illegale, in contrasto ai Mullens.
Nel 1971, Kenneth Killeen entrò in contesa con Mickie Dwyer, vice-boss della Mullen Gang e Paul McGonagle, uno dei capi maggiori della banda, a causa di diverse irruzioni nella base principale della Killeen Gang. La presenza dei Mullens, alla sede centrale dei Killeens, si trasformò presto in una guerra tra bande.
Tempo dopo "Whitey" Bulger, membro dei Killens, incontrò Roache Mullen, membro dei Mullens; l'incontro non andò a buon fine e terminò con una sparatoria ai danni di Roache che rimase paralizzato a vita.
Successivamente, Bulger uccise Donald McGonagle, fratello di Paul McGonagle, un omicidio riconosciuto in seguito come errore. Patrick Nee, secondo boss dei Mullens, giurò vendetta, uccidendo William O'Sullivan, amico di Bulger.
Dopo l'omicidio di O'Sullivan si scatenò una nuova battaglia tra Killens e Mullens e al termine "Whitey" Bulger e molti altri lasciarono la Killen Gang per unirsi alla Winter Hill Gang.
Il 13 maggio 1972, al termine di uno scontro tra i Winter Hills ed i Killens, Donald Killeen fu costretto a fuggire ma presto la sua fuga fu fermata dall'ex membro Bulger che lo uccise a Framingham, Massachusetts. Da quel momento Bulger aveva sciolto la Killen Gang, ottenendo il controllo assoluto della Boston meridionale; presto dichiarò guerra alla Mullen Gang dove uccise McGonagle; la morte di McGonagle non rappresentò niente in quanto vi era ancora in circolazione Nee. Bulger scatenò una nuova sanguinosa guerra a Boston, contro la Mullen Gang, che terminò con una sua netta vittoria anche se entrambe le bande persero molti uomini.
Patrick Nee riuscì comunque a sopravvivere, ma date le condizioni della banda, fu costretto a scioglierla e ad unirsi con un altro malfattore italo-americano, Joe Russo.

### Membri della Mullen Gang
- Paul McGonagle: boss, morto nel novembre 1974;
- Tommy King: membro, morto nel 1975;Patrick Nee: boss;
- Donald McGonagle: vice-boss, fratello di Paul McGonagle, morto nel 1971;
- Spike O'Toole: membro, morto nel 1973;
- Mickie Dwyer: vice-boss;
- John McIntyre: membro, morto nel 1989;
- Roache Mullen: membro, deceduto.